# Colton Dunn
Colton Dunn (né le 30 juin 1977) est un acteur, scénariste et producteur américain. Il est connu pour son rôle de Garrett dans Superstore (2015–2021) ainsi que pour son travail sur Key & Peele (2013–2015) de Comedy Central.

## Biographie
Colton Dunn naît en 1977 à Normal (Illinois). Sa mère déménage avec lui à Saint Paul (Minnesota). Il y fréquente la St. Paul Central High School (en), où il s'intéresse au théâtre et intègre une équipe d'improvisation. En 1998, Dunn déménage à New York, où il travaille sur Late Night with Conan O'Brien. Il déménage à Los Angeles en 2004.
Colton Dunn écrit et joue pour Mad TV de 2005 à 2009. Il joue également dans Parks and Recreation, Nick Swardson's Pretend Time (en), Game Shop, Burning Love (en) et Superstore.

## Filmographie

### Scénariste

#### Cinéma
- 2011 : Rockin' Out : Colton
- 2016 : CC: Social Scene

#### Télévision
- 2005–2009 : Mad TV
- 2010–2011 : Pretend Time
- 2011 : Team Unicorn
- 2012 : Game Shop
- 2012–2015 : Key & Peele
- 2013 : The Arsenio Hall Show
- 2014 : RT–ES
- 2015–2021 : Superstore
- 2016 : The Crossroads of History[7]

#### Court-métrage
- 2008 : Boner Boyz : Boner Boyz
- 2010 : LeBron Waynes Makes His Decision: Chicken Wings

### Producteur

#### Court-métrage
- 2008 : Boner Boyz

#### Télévision
- 2012–2015 : Key & Peele
- 2014 : RT–ES

### Acteur

#### Court-métrage
- 2004 : Beep : Greg
- 2008 : Boner Boyz : Boner Boyz
- 2010 : The Big Dog : Salesman
- 2010 : LeBron Waynes Makes His Decision: Chicken Wings : LeBron Waynes
- 2014 : Spirit Town : Buddy Hickel
- 2014 : Monster Problems : Julian

#### Cinéma
- 2001 : Mad TV Live and Almost Legal
- 2003 : Phileine Says Sorry
- 2004 : Last Laugh '04 : Patron
- 2007 : Twisted Fortune : Oliver
- 2009 : Marvel Superheroes: What the--?! : War Machine
- 2009 : Dow Jones : Sans abris
- 2009 : Brainstorm : Darryl
- 2010 : Butcher 2 : Vernon
- 2010 : Take a Silly One : Sergent
- 2011 : Damn Love : Jardinier
- 2011 : Rockin' Out : Colton
- 2011 : Honey and Joy : Earl le clown
- 2011 : Forcin' the Blues : Colton
- 2013 : Unidentified : Dave
- 2014 : Trevor Moore: High in Church : Doug
- 2015 : The Dramatics: A Comedy : Dennis
- 2016 : Other People : Dan
- 2016 : CC: Social Scene : Rapper
- 2016 : The Eric Andre Show
- 2017 : Killing Hasselhoff
- 2017 : Lazer Team 2 : Herman
- 2018 : Contrôle parental : Rudy
- 2018 : Les Potes : Officier Higgins

#### Télévision
- 2004–2005 : Boiling Points
- 2005–2009 : Mad TV
- 2009 : Brothers : Roscoe
- 2010–2011 : Pretend Time
- 2010 : The League : Flic
- 2010–2015 : Parks and Recreation : Brett
- 2011 : Team Unicorn : Blake
- 2011 : Childrens Hospital : 70's Dude
- 2011 : Roommate Meeting : Flic
- 2012 : Game Shop : Derrick
- 2012 : Sketchy : Agent #1
- 2012 : NTSF:SD:SUV : Al
- 2012 : The Funtime Gang : Gary la girafe
- 2012–2013 : Campus Security : Darren Scott
- 2012 : Burning Love : Tim
- 2012–2015 : Key & Peele
- 2012 : Comedy Bang! Bang!
- 2013 : Happy Endings : Thug
- 2014 : Kroll Show : Tony
- 2014 : NerdTerns : Barry
- 2014 : Drunk History : Narrateur
- 2014 : Mr. Pickles : Rich Snob, Darrel
- 2014 : This Is Why You're Single : Not Brandon
- 2014 : Red Baroness Warrior Single Lady : No Tongue
- 2014 : Steven Universe : Mr. Smiley
- 2014 : RT–ES : Lui-même
- 2015–2021 : Superstore : Garrett
- 2016 : Lazer Team : Herman
- 2016 : Lonely and Horny :  Ray
- 2016 : Bad Internet
- 2016 : Angie Tribeca : Denarius
- 2017 : Michael Bolton's Big, Sexy Valentine's Day Special : Client du chocolatier
- 2017 : The Chris Gethard Show : vendeur de papier toilette
- 2018–présent : Les Green à Big City : Russell Remington, Brett
- 2021 : Middlemost Post : Maire Peeve[8]
- 2022–2025 : The Recruit : Lester Kitchens